# Podocopa
Sous-classe
Les Podocopa sont une sous-classe de crustacés de la classe des ostracodes. La sous-classe comprend également des taxons fossiles.

## Liste des sous-taxons
- ordre Platycopida
- ordre Podocopida
- ordre † Palaeocopida